# 헬무트 쾨르니히

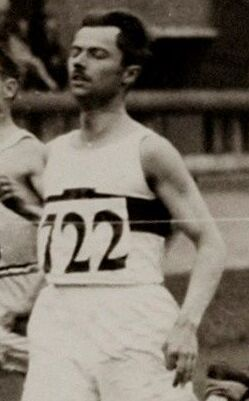

헬무트 쾨르니히(Helmut Körnig, 1905년 9월 12일 – 1972년 3월 5일)는 1928년 하계 올림픽과 1932년 하계 올림픽에 참가한 독일의 육상 선수였다. 1928년 200m 개인 동메달을 획득했고 두 올림픽 모두 400m 계주에서 2개의 단체 메달을 획득했다.
쾨르니히는 100m(1926, 1927, 1930), 200m(1926~28, 1930), 400m 계주(1927, 1929~30)에서 국내 타이틀을 획득했다. 그는 16개의 실내 세계 기록과 14개의 실외 세계 기록을 세웠다. 1934년 초 장티푸스로 인해 그의 경력이 끝났다.
쾨르니히는 법학 학위를 취득했으며 베를린 타게블라트에서 기자로 일했고 독일 영화사 유니버섬 필름 AG에서 조감독으로 일했다. 제2차 세계 대전 후 뒤셀도르프에 있는 독일 노동조합 연맹(DGB) 연방 집행위원회의 영화, 라디오 및 사진 부서를 이끌었다. 1950년대에 도르트문트에 있는 베스트팔렌 경기장의 매니저가 되었다. 베스트팔렌 공원에 실내 운동장 건설을 시작했으며, 1973년 사망한 후 헬무트 쾨르니히 홀(Helmut Körnig Hall)로 명명되었다.